# بيت أبو بكر (الحيمة الداخلية)

تعديل مصدري - تعديل

بيت أبو بكر هي إحدى قرى عزلة الأحبوب بمديرية الحيمة الداخلية التابعة لمحافظة صنعاء، بلغ تعداد سكانها 81 نسمة حسب تعداد اليمن لعام 2004.